# Zwischengleis
Zwischengleis ist ein deutsches Spielfilmdrama von Wolfgang Staudte und zugleich seine letzte Kinoinszenierung. Die Hauptrolle spielt Pola Kinski, an ihrer Seite agiert Hollywood-Altstar Mel Ferrer.

## Handlung
Bundesrepublik Deutschland im Jahre 1961. Eine junge Frau von 31 Jahren stürzt sich von der Großhesseloher Brücke nahe München durch ein Schachtloch in den Tod. Der Film blendet zurück in die Vergangenheit und erzählt die Geschichte der Selbstmörderin, Anna Eichmayr, die vor 16 Jahren bereits tragisch begann. 1945, der Zweite Weltkrieg ist zu Ende, und die 15-jährige Anna befindet sich mit ihrer Mutter und dem jüngeren Bruder auf der Flucht aus dem Osten. Sie alle drei besteigen einen Zug, der sie in den sicheren Westen Deutschlands führen soll. Ein weiterer Junge krabbelt in den Viehwaggon und will sich einen besseren Verweilplatz suchen, als in diesem Moment der Zug anfährt. Da sich Anna gerade um ihren Rucksack mit den verbliebenen Habseligkeiten kümmert, kann sie den fremden Jungen nicht mehr halten, und so fällt dieser aus dem Waggon, gerät auf das Schienenbett und wird vom Zug überrollt.
Anna überlebt die Kriegswirren und entkommt mit ihrer Familie in den Westen. Aber durch dieses traumatische Ereignis und einer sich angeeigneten Schuld, die sie den Rest ihres Lebens begleiten wird, nimmt sie seitdem schweren Schaden an ihrer Seele. Sie heiratet den deutlich älteren, aber gütigen amerikanischen Besatzungsoffizier Colonel Charles Stone, der jedoch zu Beginn der 1950er Jahre während des Koreakriegs fällt. Dann lässt sie sich mit einem Versicherungsangestellten ein und heiratet erneut. Doch auch diese Ehe wird bestimmt von Annas Erinnerungen an das grausame Geschehnis während der Flucht im Zug. Die Dämonen in Anna werden von Jahr zu Jahr immer schlimmer. Die sich selbst auferlegte Schuld und die Selbstanklage sind fortan ihre engsten Begleiter. Nach 16 Jahren sieht Anna Eichmayr schließlich nur noch einen einzigen Ausweg, ihr „Versagen“ von einst zu sühnen…

## Produktionsnotizen
Zwischengleis entstand vom 8. Februar bis zum 30. März 1978 in München und Umgebung. Erstmals gezeigt wurde der Streifen Ende Mai 1978 im Rahmen der Filmfestspiele in Cannes. Der deutsche Massenstart war am 27. Oktober 1978. Im Fernsehen wurde Zwischengleis erstmals am 30. Dezember 1981 im 3. Programm des Bayerischen Rundfunks ausgestrahlt.
Willy Schöne hatte die Produktionsleitung, Peter Herrmann die Ausstattung. Stasi Kurz entwarf die Kostüme.
Für Klaus Kinskis älteste Tochter Pola bedeutete Zwischengleis ihre größte und wichtigste Filmrolle, für Mel Ferrer war dies der erste von drei deutschen Kinofilmen in nur zwei Jahren.

## Rezeption
„Der Film übrigens, eine tragische Liebesgeschichte zwischen einem amerikanischen Besatzungsoffizier und einer jungen Deutschen Ende der Vierziger Jahre, ist überhaupt nicht gut.“

„Schmerzlich wird offenbar, wie sehr Staudte dem deutschen Film in den letzten Jahren gefehlt hat. Wäre er in dieser Zeit nicht mit billigen Fernsehkrimis abgespeist worden, er wäre heute sicherlich eine unbestrittene Vaterfigur für den neuen Film.“

„Die eigentlich dramatische Geschichte ist handwerklich sorgfältig, aber sehr verschachtelt inszeniert. Der Film – Staudtes letzte Kinoregie – bleibt merkwürdig unpersönlich, er vermag weder zur Reflexion anzuregen noch Anteilnahme zu wecken.“

„In seinem letzten Kinofilm griff Staudte noch einmal auf die Themen Nachkriegszeit, deutsche Schuld und Verstrickung des Einzelnen innerhalb des historischen Kontextes zurück. Nach der Premiere sagte er: ›Es war für mich wichtig, statt der wirklichen Ruinen die inneren Ruinenlandschaften zu zeigen‹, eine Umkehrung seines Ansatzes bei ‚Die Mörder sind unter uns‘.“